# Gail Gaymer Martin
Gail Gaymer Martin és una oradora cristiana i una novel·lista estatunidenca que viu en l'actualitat en un suburbi de Detroit, Michigan.

## Obres
- Seasons” (1998) ISBN 978-1577484776
- Dreaming of Castles” (1999) ISBN 978-1577485551
- Better to See You in Once Upon a Time” (2000) ISBN 978-1577489757
- Upon a Midnight Clear” (2000) ISBN 978-0373871230
- Yuletide Treasures in Christmas Thread” (2000) ISBN 978-1577488118
- To Keep Me Warm in Home For Christmas” (2001) ISBN
- 'Apple of His Eye in "The English Garden" (2001) ISBN 978-1586603892
- Her Longing Secret” (2001) ISBN 978-0373195459
- Secrets of the Heart” (2001) ISBN 978-0373871544
- Let's Pretend… (2002) ISBN 978-0373196043
- Once a Stranger in German Enchantment (2002) ISBN 978-1586603960
- Loving Treasures (2002) ISBN 978-0373871841
- Over Her Head (2002) ISBN 978-1586606039
- A Love For Safe Keeping (2002) ISBN 978-0373871681
- Loving Ways (2003) ISBN 978-0373872411
- The Christmas Kite (2003) ISBN 978-0373785087
- All Good Gifts in The Harvest (2003 col·laborant amb Cynthia Rutledge) ISBN 978-0373872305
- Loving Hearts (2003) ISBN 978-0373872060
- The Butterfly Garden in Easter Blessings (2003 col·laborant amb Lenora Worth) ISBN 978-0373872091
- Then Came Darkness Hidden Motives (2004) ISBN 978-1593102579
- Tha Christmas Feeling Christmas Moon (2004 Hardcover) ISBN 978-0373785285
- Michigan (2004) ISBN 978-1593104344
- 'An Open Door “From Italy With Love (2004) ISBN 978-1593100810
- Loving Care (2004) ISBN 978-0373872497
- Adam's Promise (2005) Large Print ISBN 978-0786277599
- Out on a Limb (2005) ISBN 978-1593101176
- Loving Promises (2005) ISBN 978-0373873012
- Loving Feelings (2005) ISBN 978-0373873135
- Finding Christmas (2005) ISBN 978-0373811236
- Loving Tenderness (2005) ISBN 978-0373812370
- Christmas Moon (2005 Paperback, col·laborant amb Catherine Palmer) ISBN
- Mackinac Island Anthology (2006) ISBN 978-1597890328
- In His Eyes (2006) ISBN 978-0373873876, Large Print ISBN 978-0373812752, (2007) Large Print ISBN 978-0786293155
- Upon a Midnight Clear/Secrets of the Heart (doble reedició en 2006) ISBN 978-0373652693
- With Christmas in His Heart (2006) ISBN 978-0373874057
- In His Dreams (2007) ISBN 978-0373874439, Large Print ISBN 978-0373813216
- And Baby Makes Five (2007) ISBN 978-1597896382
- Writing The Christian Romance (2007) ISBN 978-1582974774
- Family in His Heart (2008) ISBN 978-0373874637, Large Print ISBN 978-0373813414
- Garlic and Roses (març del 2008)
- Butterfly Trees (agost del 2008)
- The Christian Kite (reedició d'octubre del 2008)